# Tomoaki Kuno
Tomoaki Kuno (久野 智昭?, Kuno Tomoaki; Prefettura di Shizuoka, 25 settembre 1973) è un ex calciatore giapponese, di ruolo centrocampista.